# 76 mm FRC
Il Mortier d'accompagnement de 76 mm FRC era un cannone d'accompagnamento belga, prodotto dalla Fonderie Royale de Canons (FRC).

## Storia
Nel 1926, la direzione di fanteria richiese alla FRC di apportare miglioramenti al Mortier 76 Allemand, ovvero il 7,58 cm leichter Minenwerfer ceduto dai tedeschi in conto riparazioni dopo la Grande Guerra. Le principali criticità cui porre rimedio erano il peso del pezzo, la difficoltà di messa in batteria e la gittata insufficiente; inoltre l'affusto a piattaforma in legno risultava troppo pesante, rumoroso e fragile. Inizialmente la FRC mise a punto la versione migliorata Mortier 76 A. Mle 25 o transformé, poi iniziò a lavorare ad un sistema a camera di scoppio variabile ed innesco a cartuccia, che permetteva una migliore combustione della carica di tiro. Anche l'affusto e la bocca da fuoco furono profondamente trasformate, tanto che i 19 ottobre 1928 venne abbandonata l'idea di modificate il pezzo tedesco e si optò per la produzione di un'arma completamente nuova, che con la precedente aveva in comune solo calibro e munizionamento. Dopo le prove nel poligono di Brasschat, l'apposita commissione decise di abbandonare la camera di scoppio variabile in favore di tre diverse cariche di lancio.
La prima batteria di 12 pezzi venne messa in produzione nel 1928. Contemporaneamente l'Armée de terre francese adottava l'ottimo Brandt 81 mm Mle 1927, anch'esso testato a Brasschaat, ma la commissione belga preferì mantenere la doppia opzione tiro curvo/tiro teso non realizzabile con il mortaio tipo Stokes francese. La disponibilità di ben 150.000 granate da 76 mm tedesche in controriparazioni belliche costituirono un ulteriore fattore decisivo. L'opzione per il mortaio da 81 mm venne mantenuta per la gendarmeria e per le truppe coloniali.
La FRC raggiunse gli obiettivi prefissati, raddoppiando la gittata massima del pezzo e riducendo il peso di 100 kg. La scelta di mantenere un pezzo capace di sia di rito curvo che di tiro teso fu opinabile, soprattutto visto che la fanteria disponeva dell'eccellente cannone anticarro da 47 mm FRC Mle 1931. Al momento dell'invasione tedesca del Belgio nel 1940, erano in servizio 198 pezzi, alcuni dei quali riutilizzati dalla Wehrmacht con la designazione 7,6 cm Infanteriegeschütz 260(b).

## Tecnica
Il 76 mm FRC, come il predecessore tedesco, era progettato per operare sia come mortaio da trincea che come cannone d'accompagnamento per la fanteria. La canna in acciaio al nichel, con anima rigata, era dotata di otturatore a vite interrotta, con meccanismo di sparo a ripetizione ottenuto per modifica dell'azione del Mauser Mle 1889. Inferiormente alla canna erano il freno di sparo idraulico e recuperatore a molla. La culla era incavalcata su orecchioniere molto arretrate, sulle quali veniva elevato da un settore semicircolare di cremagliera. L'affusto era del tipo a code divaricabili, con dispositivo per il livellamento che agiva sulle ruote, a razze di legno o d'acciaio. Il dispositivo di puntamento a lunetta, sul lato sinistro, era graduato in base alle cariche di lancio impiegate. Il pezzo sparava una granata da 4,64 kg con tre diverse cariche di lancio. Il traino del pezzo, agganciato al suo piccolo avantreno, era effettuato manualmente da 10 fanti. In alternativa, per il someggio, poteva essere scomposto in sette carichi per altrettanti serventi.